# ×Centauserratula
× Centauserratula là một chi thực vật có hoa trong họ Cúc (Asteraceae).

## Loài
Chi × Centauserratula gồm các loài: